# عبد الله كميل
عبد الله سليم يوسف أبو زيد ويُعرف باسم عبد الله كميل (أبو جهاد؛ وُلد في 20 يناير 1967 في زبوبا) سياسي وعسكري فلسطيني، يشغل منصب محافظ محافظة طولكرم منذ 7 يناير 2025.

## النشأة والتحصيل العلمي
وُلِد عبد الله سليم يوسف أبو زيد في بلدة زبوبا شمال محافظة جنين لأسرة من بلدة قباطية جنوب جنين، تلقى تعليمه في مدارس قباطية حتى اعتقلته قوات الاحتلال الإسرائيلي وهو في الخامسة عشر من عمره. بعد تحرره من الأسر، أكمل دراسته الجامعية حتى نال شهادة الدكتوراه في القانون الدستوري.

## مناصب
شغل عبد الله كميل، عدة مناصب هي مدير مديرية المخابرات العامة الفلسطينية في محافظات سلفيت، ونابلس، وطولكرم، حتى كلفه الرئيس الفلسطيني محمود عباس في نوفمبر 2013 بتولي منصب محافظ محافظة قلقيلية، ثم في فترة وجيزه كُلف بمهام محافظ محافظة طولكرم، لكنه أعُفي منها نهاية عام 2014 باقتراح من رئيس وزراء دولة فلسطين رامي الحمد الله، حيث تم نقله وتعيينه محافظًا في ديوان الرئاسة الفلسطينية.
في 4 ديسمبر 2016 فازَ كميل بانتخابات المجلس الثوري لحركة فتح والتي عُقدت أثناء المؤتمر السابع لحركة فتح وصار عضوًا فيه.
في 16 سبتمبر 2019، تولى عبد الله كميل مهامه محافظًا لمحافظة سلفيت خلفًا للواء إبراهيم البلوي.
في 2 يناير 2025، قرر الرئيس عباس نقله محافظًا لمحافظة طولكرم، في 7 يناير 2025 باشر مهامه.